# Hans Neumann
Artur Hans Joachim Neumann (født 28. september 1915 i Glogau i daværende Tyskland (nu Głogów i Polen)-13. marts 2000) var en dansk atlet og cand. mag.. 
Neumann var medlem af Københavns IF og vandt fire gange medaljer i kuglestød på danske mesterskaber. Satte sin personlige rekord ved DM 1940, hvor han blev nummer to med 13,24.
Neumann blev student ved Statens Studenterkursus 1934 og derefter cand. mag. i tysk, dansk og gymnastik 1943 fra Københavns Universitet. Fik sin første ansættelse som timelærer ved Akademisk Studenterkursus og Skt. Jørgens Gymnasium i 1943. Han kom til Aurehøj Statsgymnasium 1944 og blev der adjunkt i 1947, derefter adjunkt ved Gladsaxe Gymnasium 1956, lektor 1957. Han var lektor ved Blågård Seminarium 1967-1968 og konstituered rektor ved Gladsaxe Gymnasium 1968 derefter udnævnt 1972 og ansat frem til pensionen. 
Neumann var søn af tysk far; skoleinspektør Artur Neumann (1882-1961) og en danskfødt mor; Frigga Riitzebeck (1886-1966). Han kom til Danmark som 6-årig 1921 og blev dansk statsborger 18. maj 1937. 

## Danske mesterskaber
- Bronze 1942 Kuglestød 12,86
- Sølv 1940 Kuglestød 13,24
- Sølv 1939 Kuglestød 12,60
- Sølv 1937 Kuglestød 12,70

## Personlig rekord
- Kuglestød: 13,24 1940